# Zanobi Acciaioli
Zanobi Acciaioli (* 25. Mai 1461 in Florenz; † 27. Juli 1519 in Rom) war ein italienischer Dominikaner. Er entstammte der florentiner Familie Acciaiuoli.
Acciaioli trat am 8. Dezember 1495 im Florentiner Kloster San Marco in den Dominikanerorden ein. Er erlernte Griechisch und Hebräisch und war als Bibliothekar im Kloster San Marco tätig. 1518 wurde er von Leo X. zum Präfekten der vatikanischen Bibliothek ernannt.
Acciaioli übersetzte hauptsächlich Texte aus dem Altgriechischen. Er schrieb auch einen Panegyrikus auf die Stadt Neapel, den Liber de vindicta Dei contra peccatores, zudem verfasste er Gedichte.

## Übersetzungen
- Eusebius. In Hieroclem. Gewidmet Lorenzo de’ Medici. Erstdruck bei Aldus, 1502.
- Olympiodorus. In Ecclesiasten. (Paris, Ex officina Henrici Stephani, 1512)
- Theodoret. De curatione Graecarum affectionum libri duodecim. (Paris, Henri Estienne, Juli 1519)